# Bill Evans at the Montreux Jazz Festival
Albums de Bill Evans at the Bill Evans
California, Here I Come (album de Bill Evans) Jazzhouse (album)
Bill Evans at the Montreux Jazz Festival est un album du pianiste de jazz Bill Evans paru en 1968.

## Historique
Cet album, produit par Helen Keane, a été initialement publié en 1968 par Verve Records (V6 8762).  Il a été enregistré en public, le 15 juin 1968, au casino de Montreux (Suisse) dans le cadre du Festival de Jazz de Montreux.
Cet album a été récompensé en 1969 par un Grammy Award, catégorie Best Small Instrumental Performance : Small Group or Soloist with Small Group.

## Titres de l’album
| No  | Titre                                 | Auteur                                        | Durée |
| --- | ------------------------------------- | --------------------------------------------- | ----- |
| 1.  | "Spoken introduction" par Claude Nobs |                                               | 0:57  |
| 2.  | One for Helen                         | Bill Evans                                    | 5:22  |
| 3.  | A Sleepin' Bee                        | Harold Arlen, Truman Capote                   | 6:05  |
| 4.  | Mother of Earl                        | Earl Zindars                                  | 5:14  |
| 5.  | Nardis                                | Miles Davis                                   | 8:23  |
| 6.  | Quiet Now                             | Denny Zeitlin (en)                            | 6:26  |
| 7.  | I Loves You, Porgy                    | George Gershwin, Ira Gershwin, DuBose Heyward | 6:00  |
| 8.  | The Touch of Your Lips                | Ray Noble                                     | 4:45  |
| 9.  | Embraceable You                       | George Gershwin, Ira Gershwin                 | 6:45  |
| 10. | Some Day My Prince Will Come          | Frank Churchill, Larry Morey                  | 6:08  |
| 11. | Walkin' Up                            | Bill Evans                                    | 3:45  |

Notes :
- Le titre Quiet Now était absent sur l'album original. Il a été rajouté en « bonus track » à partir de la réédition Verve Records, 827 844-2.
- L'ordre des titres est parfois différent : Quiet now est alors placé en dernier titre.

## Personnel
- Bill Evans : piano
- Eddie Gomez : contrebasse
- Jack DeJohnette : batterie